# Notarbartolo (Adelsgeschlecht)

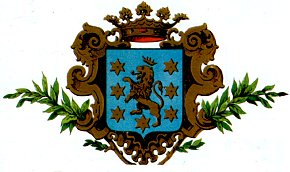
Wappen Notarbartolo

Notarbartolo ist der Name eines bis heute bestehenden italienischen Adelsgeschlechts aus Sizilien, das in zwei Zweigen dem Hochadel angehört. 

## Geschichte
Der Name Notarbartolo geht auf einen Notar namens Bartolo (Bartholomäus) zurück, der aus Andernach gestammt haben und im Jahre 979 als Fähnrich im Gefolge Kaiser Ottos II. nach Italien gekommen sein soll, wo er Gouverneur der Stadt Pisa wurde. Ihm folgte in diesem Amt sein Sohn Lucchino, den die Pisaner Lucchin di Noterbartolo nannten. Die Nachfahren lebten in Pisa, Siena, Perugia und anderen norditalienischen Städten, wo sie zum Ritterstand zählten und in einheimische Adelsfamilien einheirateten und auch Gelehrte hervorbrachten. 
Aufgrund der Kämpfe zwischen Ghibellinen und Guelfen siedelte ein Nachfahre, Pier Notarbartolo Farfaglia, nach Catania auf Sizilien um, wo er 1309 Sekretär König Friedrichs II. wurde.  
In der Folge lebte die Familie hauptsächlich in Polizzi Generosa und später in Palermo. Filippo Notarbartolo wurde 1406 Baron von Casal di Pietra; Giovanni Notarbartolo wurde 1433 Bischof von Patti. 
Pietro Notarbartolo, 5. Baron von Vallelunga († 1651) heiratete Eleonora Cipolla e Graffeo, Erbin der Baronie Sciara; ihr Sohn Filippo Notarbartolo, 6. Baron von Vallelunga (1643–1708), wurde 1671 zum Fürsten (Principe) von Sciara erhoben; er heiratete Donna Anna Sandoval, Tochter des Don Diego Sandoval, Principe di Castelreale. Don Francesco Paolo Notarbartolo, 4. Principe di Sciara (1755–1823), erbte 1809 von der Familie Sandoval auch den Titel Principe di Castelreale. Er trug ferner die Titel Marchese di Bonfornello, Miraelrio, San Giovanni, Conte di Priolo, Barone di Bombinetto, Buccheri, Carcaci, Colla, Gasba, Landro, Magabeci e Manca u. a. Auf ihn gehen die beiden noch blühenden Linien der Principi di Sciara e Castelreale, Marchesi di San Giovanni (heutiges Oberhaupt: Don Francesco Notarbartolo e Scipioni Cianci, 11. Principe di Sciara, 8. Principe di Castelreale, 8. Marchese di S. Giovanni, * 1933) und der Principi di Furnari, Duchi di Villarosa (heutiges Oberhaupt: Alberto Notarbartolo, 6. Principe di Furnari, * 1934) zurück. 
Die Notarbartolo gehörten neben den Alliata, Filangeri, Gravina, Lancia, Moncada, Paternò, Spucches, Stagno, Tomasi di Lampedusa, Valguarnera und Ventimiglia zu den bedeutendsten Fürstenhäusern im einstigen Königreich Sizilien. 
Ein bemerkenswerter Vertreter der Familie war der Marquis Emanuele Notarbartolo (1834–1893), Bürgermeister von Palermo und Generaldirektor der Banco di Sicilia, der 1893 das erste prominente Opfer der Mafia wurde. Eine der bedeutendsten Straßen von Palermo ist ihm gewidmet, ebenso der Bahnhof Notarbartolo. 

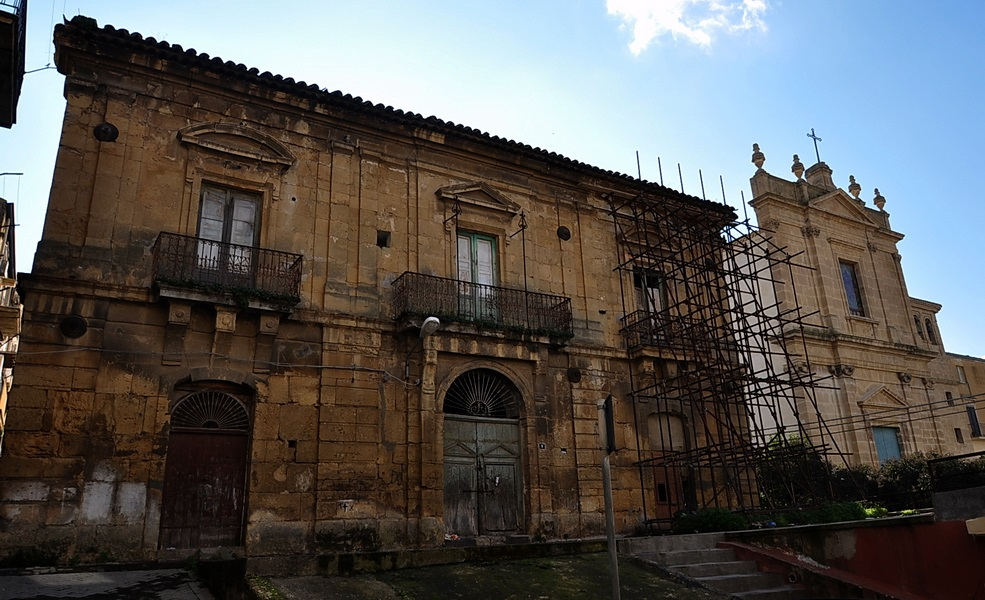
Palazzo Notarbartolo in Villarosa
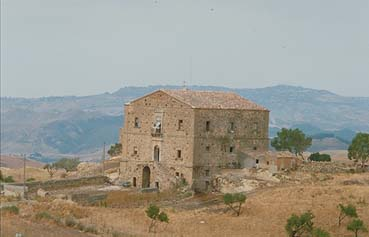
Palazzo Sant’Anna in Villarosa (erbaut 1630)
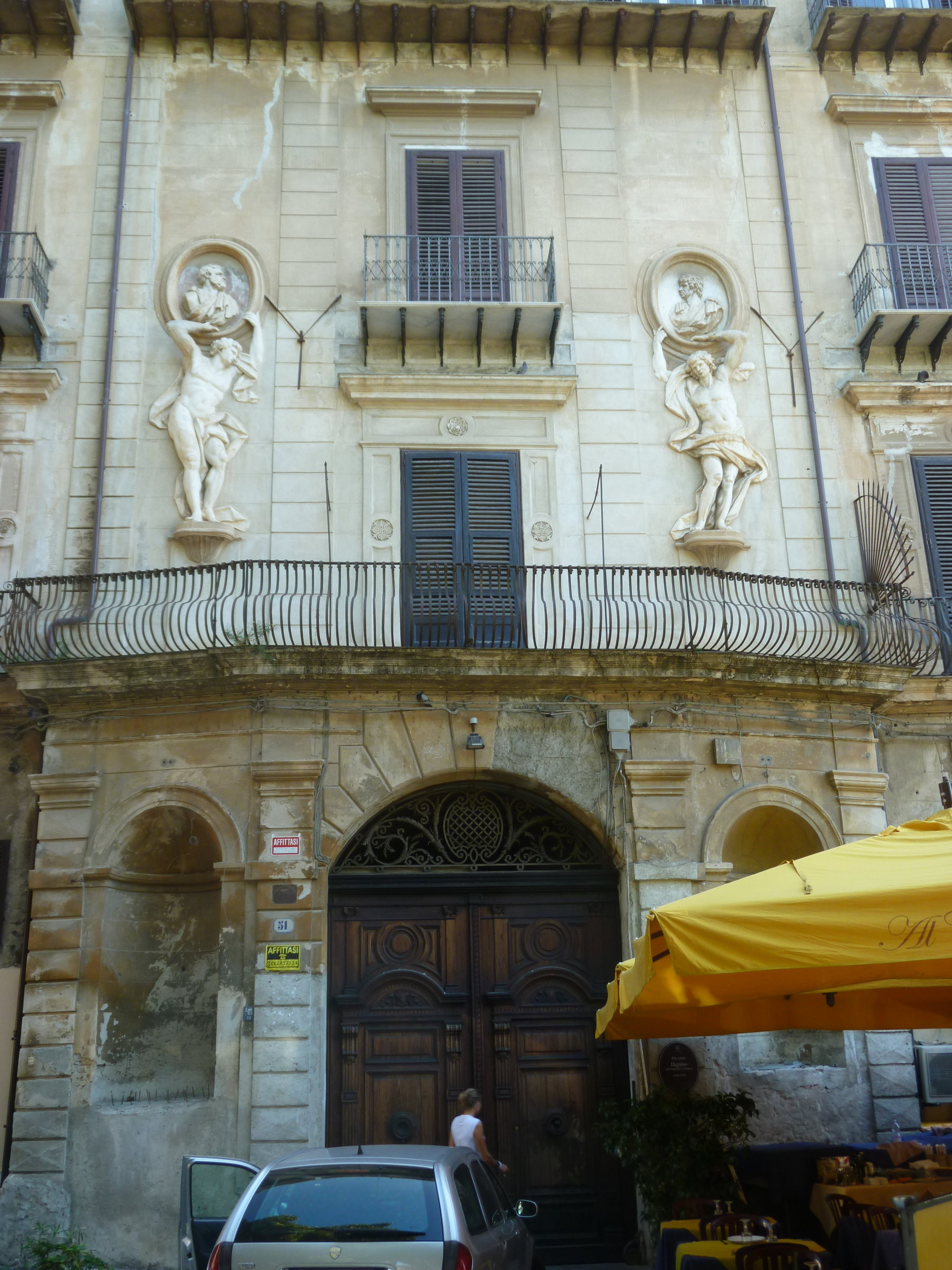
Palazzo Notarbartolo di Villarosa in Palermo
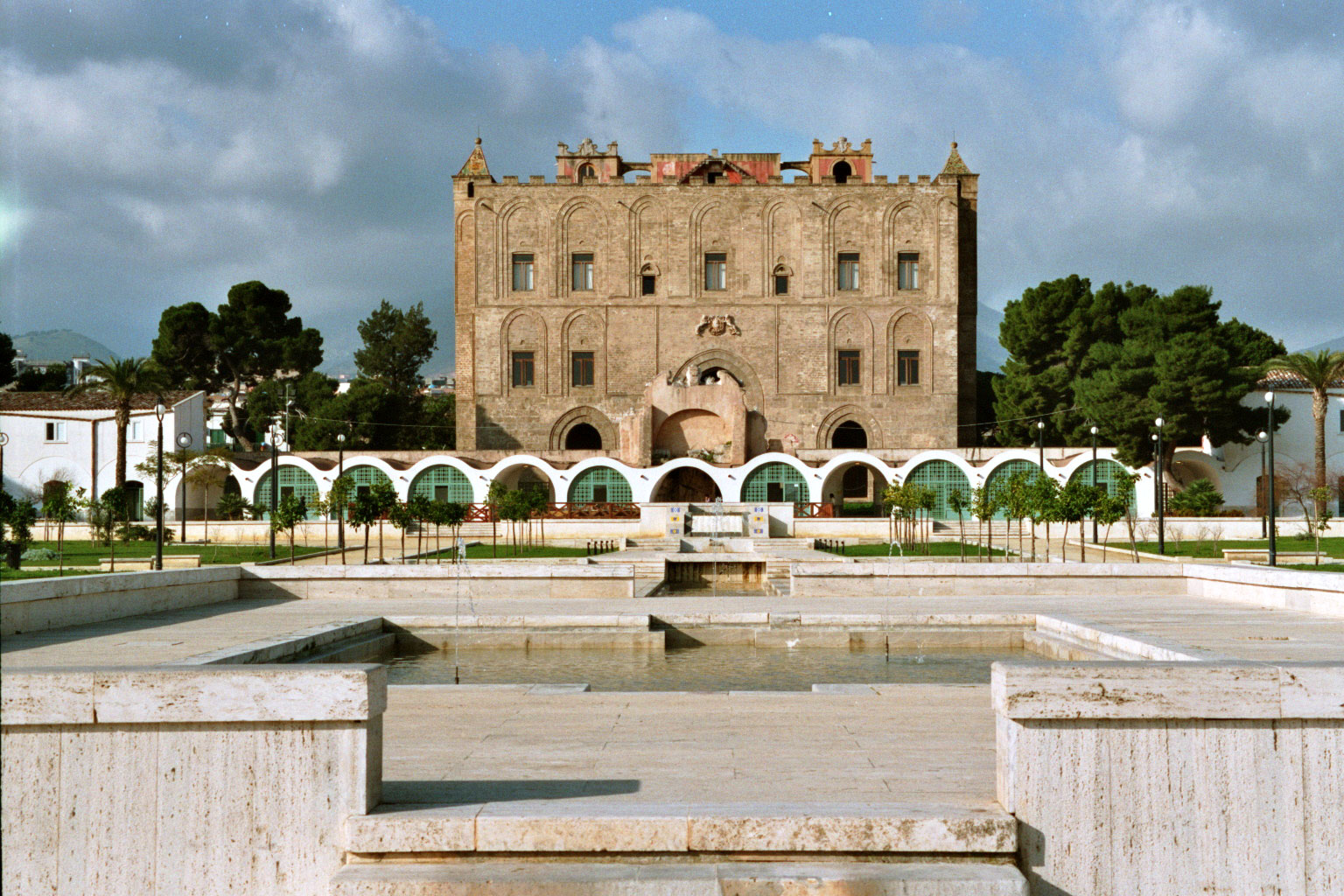
La Zisa, Palermo

## Bekannte Familienmitglieder

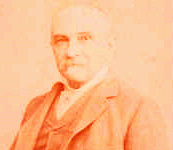
Marchese Emanuele Notarbartolo (1834–1893)

- Emanuele Notarbartolo, Marchese di San Giovanni (* 1834 † 1893), erstes prominentes Mordopfer der Cosa Nostra